# 石家乡 (富川县)
石家乡，是中华人民共和国广西壮族自治区贺州市富川瑶族自治县下辖的一个乡镇级行政单位。

## 行政区划
石家乡下辖以下地区：
石家社区、石枧村、曹里村、城上村、黄竹村、坪珠村、龙湾村和泽源村。